# 松浦洋行旧址
松浦洋行旧址是中华人民共和国黑龙江省哈尔滨市的一座历史建筑，位于道里区中央大街120号。

## 历史
中央大街120号建筑由日本松浦洋行建于1909年2月，是中央大街上最早的建筑之一。为哈尔滨最大的巴洛克建筑代表作品。现为教育书店。2007年9月30日，成为哈尔滨市文物保护单位。又列为哈尔滨市I类保护建筑。